# Arizelocichla tephrolaemus
Arizelocichla tephrolaemus là một loài chim trong họ Pycnonotidae.